# Oglašanje ptic
Oglašanje ptic je način sporazumevanja. Oglašajo se lahko na različne načine: s petjem, s klici in s šumi. Ptice se različno oglašajo ob različnih priložnostih. Z glasovi privabljajo, izražajo ljubezenska nagnenja, spodbujajo k spopadom, opozarjajo pred sovražnikom, odganjajo vsiljivce in sporočajo druga obvestila. Nekatere vrste ptic zmorejo malo tonov in neprijetno kriče, večina vrst pa se oglaša s čistimi zvoki. Nemih ptičev ni.

## Petje
Ptičje petje je ena izmed oblik ptičjega jezika, ki je namenjeno sporazumevanju. Petje ima veliko vlogo v razmnoževalnem obnašanju:
- kaže na meje območja - petje samca naznanja, da je območje že zasedeno. Spočetka često prihaja do območnih spopadov, vendar kasneje zadošča za ohranitev mej po navadi že petje.
- vodi samico k nesparjenemu samcu - samec, ko zasede območje, s petjem privablja samico. Nesparjeni samci pojejo glasneje od sparjenih.
- ohranja družnost para - če samec samice ne vidi, zapoje. Tako samica prepozna samca.
- omogoča vedenjsko uglašenost partnerjev - samčevo petje spodbuja samico pri nesenju jajc.

Petje je svojevrsten izraz sleherne ptičje vrste in je lahko bolj prepoznavno kot obarvanost perja. Pri določanju vrste na podlagi petja so možne zamenjave. Nekatere vrste pojejo zelo podobno, nekatere pa celo posnemajo druge (škorec, šoja).

## Klici
Klici so kratki. Glasovi so podobni posameznim prvinam petja. Včasih lahko klic nadomešča celo kitico petja. 

## Šumi
Včasih poleg petja in klicov ptice za oglašanje uporabljajo tudi z določenim namenom prirejene telesne dele. To je na primer klopotanje s kljunom pri štrku, ko pozdravlja štorkljo. Kozica ustvarja glasove z zunanjima repnima peresoma, ki sta posebej oblikovana. Vodno putko prepoznamo po ploskih udarcih nog ob vodno površino ob vzletu. Prav tako v času parjenja detli in žolne potrkavajo.